# Inertimoment
Et inertimoment er inden for rotationsmekanik en størrelse, der beskriver trægheden i et roterende legeme; dvs. dets modstand mod at få ændret sin rotationsbevægelse.
Inertimomentet er for roterende legemer, hvad masse er for legemer, der kan forskydes lineært (translateres), f.eks. togvogne: Ligesom det kræver en større kraft for at få en tung vogn til at accelerere lige så hurtigt som en lettere vogn, så kræver et svinghjul med et stort inertimoment et større drejningsmoment for at accelerere lige så hurtigt som et hjul med mindre inertimoment.
Den fysiske dimension for inertimoment er masse gange længde i anden, hvoraf SI-enheden for inertimoment bliver kg·m².

## Beregning af inertimoment
Inertimomentet for et givent legeme afhænger af legemets dimensioner og geometriske udformning i forhold til omdrejningsaksen, samt mængden og fordelingen af masse i legemet.

### Den generelle metode
Inertimomentet kan beregnes ved at legemet matematisk set opløses i utallige, bittesmå "partikler" med forskellige masser mn, i forskellige afstande rn fra rotationsaksen. Den enkelte partikel har inertimomentet In=mn·rn², og hele legemets samlede inertimoment er således summen af samtlige partiklers "bidrag".

### Inertimoment for visse homogene legemer
Den generelle beregningsmetode kan bruges for alle legemer med veldefineret geometrisk udformning, massefordeling og rotationsakse, men gør brug af bl.a. kompliceret integralregning. I følgende tabel findes en række formler som gælder for legemer med ensartet massefordeling (dvs. massefylden er konstant overalt i legemet), og med bestemte udformninger og rotationsakser:
|  | Stangen har længden L og er monteret med længdeaksen vinkelret på rotationsaksen. Hvis rotationsaksen går igennem midten af cylinderen, beregnes I som: {\displaystyle I={\frac {1}{12}}\cdot m\cdot L^{2}} Hvis rotationsaksen går igennem et af cylinderens endepunkter, er I givet ved: {\displaystyle I={\frac {1}{3}}\cdot m\cdot L^{2}} |
|  | Den rektangulære kasse er monteret sådan at rotationsaksen går vinkelret gennem sidefladen og igennem midten af kassen. Den sideflade som aksen går igennem, har længden a og bredden b. I er da givet ved: {\displaystyle I={\frac {1}{12}}\cdot m\cdot (a^{2}+b^{2})} |
|  | En rektangulær plade med ubetydelig tykkelse er monteret med den ene langside langs rotationsaksen. I retningen vinkelret på aksen har pladen længden L. Inertimomentet I er da: {\displaystyle I={\frac {1}{3}}\cdot m\cdot L^{2}} |
|  | En cylinder, enten massiv eller hul som et "rør", er monteret så den kan dreje omkring sin egen længdeakse. Hvis den ydre radius er R, og en eventuel cylindrisk hulhed har den indvendige radius r, er inertimomentet I givet ved: {\displaystyle I={\frac {1}{2}}\cdot m\cdot (R^{2}+r^{2})} Heraf følger, at hvis cylinderen er massiv (r = 0), bliver inertimomentet: {\displaystyle I={\frac {1}{2}}\cdot m\cdot R^{2}}, og for en hul cylinder med ubetydelig "vægtykkelse" (r ≈ R) fås: {\displaystyle I=m\cdot R^{2}} |
|  | En kugle med radius R er monteret så omdrejningsaksen går igennem kuglens centrum. Hvis kuglen er massiv, er dens inertimoment: {\displaystyle I={\frac {2}{5}}\cdot m\cdot R^{2}} Hvis kuglen er en hul "skal" med ubetydelig vægtykkelse, bliver dens inertimoment: {\displaystyle I={\frac {2}{3}}\cdot m\cdot R^{2}} |

Det ses af formlerne, at en tyndvægget cylinder giver det største mulige inertimoment I for en given mængde "byggemateriale" (massen m): Dette forklarer hvorfor svinghjul på f.eks. dampmaskiner udformes med en kraftig (dvs. tung) og udpræget bred "fælg".

### Parallelforskudt omdrejningsakse
Hvis rotationsaksen går igennem et legemes tyngdepunkt (massecenter), hænger det populært sagt "i balance"; så kan legemet bringes til hvile i enhver stilling uden brug af bremse- eller låsemekanismer, og uden at tyngdekraften får legemet til at dreje "af sig selv".
Legemet har omkring denne "balancerede" omdrejningsakse et vist inertimoment IT. Parallelforskyder man nu omdrejningsaksen til en vis afstand r, får man en art pendul som på grund af tyngdekraften søger tilbage mod en ligevægtsstilling. Den "lange ende" af pendulet forøger legemets inertimoment omkring den forskudte akse, set i forhold til inertimomentet for aksen gennem legemets tyngdepunkt, så pendulets inertimoment I bliver:

{\displaystyle I=I_{T}+m\cdot r^{2}},

hvor m er massen af det roterende legeme/pendulet.